# Municipio de Liberty (condado de Knox, Misuri)
El municipio de Liberty (en inglés: Liberty Township) es un municipio ubicado en el condado de Knox en el estado estadounidense de Misuri. En el año 2010 tenía una población de 311 habitantes y una densidad poblacional de 3,09 personas por km².

## Geografía
El municipio de Liberty se encuentra ubicado en las coordenadas 40°10′20″N 92°6′58″O / 40.17222, -92.11611. Según la Oficina del Censo de los Estados Unidos, el municipio tiene una superficie total de 100.57 km², de la cual 100,03 km² corresponden a tierra firme y (0,53 %) 0,53 km² es agua.

## Demografía
Según el censo de 2010, había 311 personas residiendo en el municipio de Liberty. La densidad de población era de 3,09 hab./km². De los 311 habitantes, el municipio de Liberty estaba compuesto por el 99,36 % blancos y el 0,64 % eran de una mezcla de razas. Del total de la población el 0,32 % eran hispanos o latinos de cualquier raza.